# Iga Wyrwał
 (janvier 2024).
Iga Wyrwał — prononcé [iga vɨrvaw] — connu aussi sous le nom d'Eve Wyrwal ou Eva Wyrwal, née le 20 février 1989 à Kalisz, est un mannequin et une actrice polonaise.

## Biographie
En 2006, Iga Wyrwał quitte la Pologne pour le Royaume-Uni afin de rejoindre sa mère à Rugby dans le Warwickshire en Angleterre. Après l'envoi de son portfolio, elle obtient les premières propositions pour des séances photos, posant à plusieurs reprises pour le tabloïd Daily Star et les magazines Playboy (apparition à plusieurs reprises dans l'édition américaine en tant que « Sexy Girls Next Door »), Nuts et Front. Elle est également apparue sur les pages d'accueil des sites MET ART et Busty Brits.
En 2008, elle signe pour être sur la couverture du magazine Nuts. Elle est présentée en avril de cette même année comme « the sexiest new babe in Britain », et plus tard ce même mois, est classée première dans le magazine des « 100 Sexiest Babes Topless 2008 ».
Iga a joué dans la comédie diffusée par la chaîne de télévision britannique Channel 4, The Kevin Bishop Show.
En juillet 2008 et juin 2009, Iga Wyrwał apparaît sur la couverture du magazine polonais CKM.
En 2009, elle a un petit rôle dans le film d'horreur Dread réalisé par Anthony DiBlasi.
En août 2009, Iga est choisie pour la promotion de la nouvelle partie de Need for Speed: Shift. Elle apparaît également dans la dixième édition de la version polonaise de Danse avec les Stars (Taniec z gwiazdami). Elle termine 11e avec son partenaire Łukasz Czarnecki.

## Magazine
- 2008 : CKM, (no 7 (121) juillet 2008, no 12 (126) décembre 2008)
- 2009 : magazine érotique Nuts
- 2009 : Playboy édition polonaise
- 2016 - Juillet : People Magazine, édition australienne

## Filmographie
- 2008 : The Kevin Bishop Show
- 2009 : Dread
- 2011 : Gun of the Black Sun
- 2011 : Votre Majesté - dans le rôle de : Regina.

## Télévision
- 2009 : talk-show de Kuba Wojewódzki – Invité vedette du programme
- 2009 : 10e édition de Taniec z gwiazdami (Dance avec les Stars) – participante
- 2011 : Dzień Dobry TVN – émission matinale dont elle est l'invitée

## Vie personnelle
En janvier 2009, Iga annonce être enceinte. Le père de l'enfant est signalé comme un graphiste de la BBC : Martin Fausek.
En 2010, elle donne naissance à son fils Oliwier.